# Првa резервнa војнa болницa у Крагујевцу
Првa резервнa војнa болницa у Крагујевцу била је једна од привремених санитетских установа у Првом светском рату, која је у овом граду функционисала током 1914. и 1915. године, све до повлачења српске војске преко Црне горе и Албаније. Крагујевац, као највећи медицински центар, на тержишним правцима борбених дејстава српске војске у овом делу Србије, имао је кључну улогу не само у збрињавању рањеника и болесника већ пре свега у борби против епидемије све три врсте тифуса која су  с краја 1914 и у првим месецима 1915. харале Србијом. Зато је Првa резервнa војнa болницa, са 200 постеља претворена у инфективну болницу.

## Услови у Крагујевцу у време и након оснивања болнице
Анахрона организација војног и цивилног санитета у Србији с краја 1914. године, премало лекара недовољно едукованих у области епидемиологије били су основни разлози за настанак и ширење тифусне епидемије свих облика. Недостатак медицинског кадра, простора, опреме и средстава за лечење, административни пропусти, нехигијена војника на свим фронтовима и велики број незбринутих лешева довео је до тога да Србију светски медији прозову „Земљом смрти,“ у којој ће страдати више десетина хиљада оболелих.
У таквим условима Град Крагујевац је с краја 1914 и у првим месецима 1915, био такорећи мртав. Нико из града није излазио, нити је ико у град долазио. Градским улицама кретале су се, на снегу и леденој киши, бескрајне колоне воловских запрега, у којима су лежали болесни рањеници и болесници у критичном стању, очекујући да буду примљени у болнице у којима више није било довољно места за њихов пријем и адекватно лечење. На све стране у околини Крагујевца видели су се свеже ископани гробови . Са овог простора за кратко време епидемија, огромних размера, захватила је целу Србију.
У таквим условим Окружна и Војна болница у Крагујевцу нису биле довољне да прихвате огроман број заробљеника, рањеника и оболелих од пегавца, рекуренса и трбушног тифуса. Све школе, касарне, хотели, кафане и магацини, као и Бојаџића млин, претворене су у болнице, а у близини Војне болнице код Великог (Горњег) парка, отворена је Привремене војне болница у баракама у касарнама 11. i 12. пешадијског пука.
У епидемији огромних размера, страдали су први управник Резервне болнице др Никола Велимировић, његов наследник др Илија Коловић, и многи медицински радници, покушавајући да се изборе са тифуса који се ширио невероватном брзином.

## Стање и рад у болници
У новооснованој болници без довољно кревета, без постељних ствари и рубља, без дезинфекционих средстава, без лекова, без лекарских инструмената, па и без бризгалица за давање камфорских и других лекова, без довољног броја лекара и болничара, без прибора за кување и раздавање хране, било је тешко организовати збрињавање и лечење у болници са 200 постеља, неколико стотине болесника, који су непрестано пристизали. У таквим условима тешки болесници-војници у војничком оделу, нечисти, збијени један до другога, лежали су у нечистим собама, ходницима и степеницама на голом патосу.
Болницу у таквим условима са неколико стотина тешких болесника, и непрестаним умирањем медицинског особља од заразе, примио је др Димитрије Антић, и сам један од преко хиљаду тешких болесника. Према подацима доктора Димитрија Антића,  највећи број оболелих од пегавог тифуса у примљен током једног дана у Прву резервну војну болницa у Крагујевцу био је 120, а умрлих 19.
И баш у највећем јеку епидемије, у болници су од болести попадали сви  лекари, и друго медицинско особље. Прве жртве тифуса међу медицинарима у болници у Крагујевцу били су Војислав Бојовић, син војводе Бојовића, студент друге године медицине, који је добровољно помагао болесницима и рањеницима, др Илија Коловић и медицинска сестра Зорка Јокановић, а  прва британска жртва тифусна грознице биле су др Елизабета Рос, а потом и  главна сестра Луиз Џордан, и болничарке Агнес Минишул и Маргарета Нил Фрејзер, које су под покровитељством владе Русије почетком јануара 1915. године дошла у ову болницу као добровољке.

## Борба против епидемије
У тешким условима рада окружен инфективним болестима управник болнице др Антић се није предавао судбини. Прво је направљено у болници импровизовано купатило, тако да је у епидемији пегавца постигнут известан степен развашљивања, која није било целисходно (јер се желела хигијенизација), кед је изостала примене сврсисходне депедикулације.
Када је др Антић придодао  претходно употребљаваном купатилу и енглески изум "импровизовани парни дезинфекциони апарат" ( "чудотворно буре"  ова болница је била битно место где се, овог пута, сврсисходно допринослило против епидемије - депедикулацијом.
А до ток открића и почетка примене масовне депедикулације дошло је тек када је у помоћ савезничкој Србији притекла је Велика Британија пославши мисију од 100 лекара да заустави епидемију, међу којима је био и пуковник Вилијам Хантер, који је као вођа мисије, од 25 октора  до 11. фебруара 1915. требало да изучи епидемију и предложи мере. По њиховом доласку у Србију у Крагујевцу је формирана јавна дезинфекциона станица. Град је облепљен плакатима упозорења, а српска влада је, применивши препоруке др Хантера, помагала све болнице у Србији, па и ову у Крагујевцу скупим дезинфицијенсима и импровизованим уређајима за дезинфекцију и на брзину произведеним парним депедикулаторома.
На основу података из црквених књига умрлих у Крагујевцу, ускоро је утврђено да је умирање сведено до минимума у априлу 1915, а то је било само две недеље по почетку кори
Како је заустављена епидемија тифуса
Две ствари, биле су пресудне у сузбијању епидемије све три врсте тифуса, а то су:
- Забрана посете цивила болесној родбини
- Изум доктора Хантера и његових лекара који је личио на казан за ракију. Било је то српско буре, средство за дезинфекцију (депедикулацију) које је предложио мајор др Стамерс на основу сазнања из литературе и сопствених искустава у депедикулацији воденом паром током Бурског рата.

## Последњи дани болнице и њена евакуација у Крушевац
У октобру 1915. године Централне силе су започеле нову офанзиву за сламање Србије, са укупно 26 дивизија (8 немачких, 8 аустроугарских и 10 бугарских). У таквој ситуацији војска и народ су се повлачили према југу. Због тога су јединице
болнице из Ваљева, Младеновца и Лазаревца почетком октобра 1915. евакуисане у Крагујевац, што је још више погоршало стање у болницама овог града. Врло брзо како се приближаво крај 1915. године донета је одлука да болнице у Крагујевцу престану са радом, преместе се у Крушевац, и тамо настави збрињање великог броја рањеника.